# Soltroia

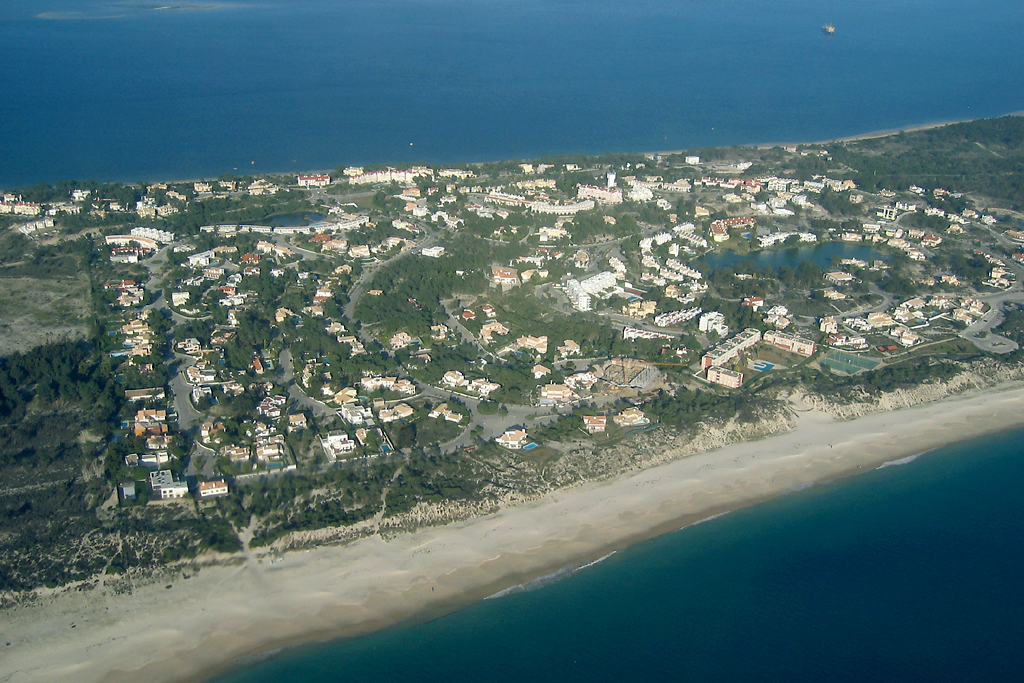
Soltroia, vista do lado do mar.

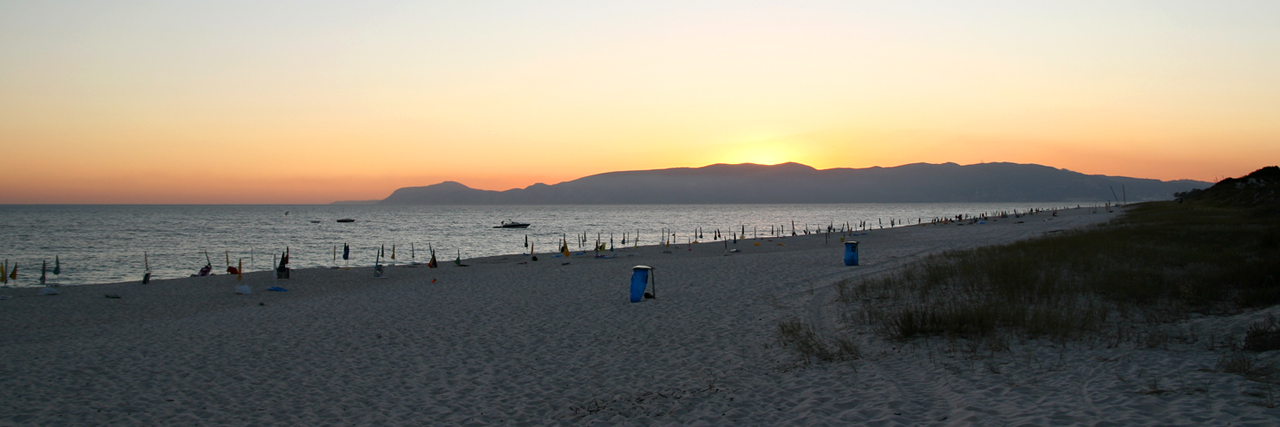
Pôr do Sol na Praia Atlântica, Serra da Arrábida ao fundo.

Soltroia é uma urbanização turística e residencial na península de Troia, Concelho de Grândola, Distrito de Setúbal, 40 km a sul de Lisboa.
Contempla uma área de 133 ha ladeada a este pelo Rio Sado e a oeste pelo Oceano Atlântico com uma distância inferior a 1,2 km entre ambas as margens.
A edificação da infra-estrutura e loteamento aconteceu entre 1985 e 1991 pela iniciativa da família árabe Al-Khedery. Na parte final deste período iniciou-se a construção das primeiras habitações num total de 1200 que estão hoje na quase totalidade concluídas. A maior parte dos proprietários são famílias de Lisboa que utilizam as casas como segunda habitação.
A Praia Atlântica tem dois acessos pedonais. Existe um acesso à zona fluvial.